# 孔塔爾內
48°5′11″N 38°30′39″E / 48.08639°N 38.51083°E
孔塔爾內（烏克蘭語：Контарне）是位於烏克蘭東部頓涅茨克州霍爾利夫卡區沙赫塔爾斯克市鎮的鎮。該鎮分別距離沙赫塔爾斯克13公里和州府頓涅茨克53公里，海拔高度222米，2022年人口1,421。

## 語言
根據2001年烏克蘭人口普查，當地母語習慣分佈為：
- 烏克蘭語佔9.82%
- 俄文佔89.42%
- 白俄羅斯佔0.10%
- 匈牙利佔0.05%